# Verordnung über Datenschutzzertifizierungen
Die Verordnung über Datenschutzzertifizierungen (VDSZ) (früher Verordnung über die Datenschutzzertifizierungen) ist eine Verordnung zum Datenschutz der Schweiz, welche aufgrund des Bundesgesetzes über den Datenschutz (DSG) durch den Bundesrat der Schweiz erlassen wurde. Die VDSZ ergänzt das Bundesgesetz über den Datenschutz und enthält somit Ausführungsbestimmungen zum Gesetz.
Sie regelt unter anderem, dass Datenschutzzertifizierungen nach Art. 13 DSG nur durch akkreditierte Zertifizierungsstellen erfolgen dürfen (Art. 1). In den Art. 2 bis 10 werden Akkreditierungs- und Datenschutzzertifizierungsverfahren bestimmt. Ab Art. 11 werden Sanktionen thematisiert.  
Der Bundesrat hat das Inkrafttreten der VDSZ der Schweiz für den 1. September 2023 entschieden. An diesem Tag tritt auch die Neubekanntmachung der Datenschutzverordnung in Kraft.